# 大卫四世

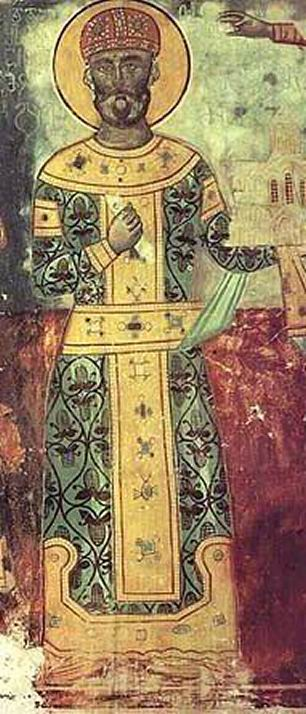
建国者大卫四世

大卫四世（建国者）（格鲁吉亚语：დავით IV აღმაშენებელი，1073年—1125年1月24日）格鲁吉亚政治家，巴格拉季昂王朝的格鲁吉亚国王（1089年1125年在位）。 

## 家世
大卫四世是格鲁吉亚国王吉奥尔基二世唯一的儿子，生于库塔伊西。他出生时格鲁吉亚正处于危难时期。吉奥尔基二世在与塞尔柱突厥人的战斗中遭到失败，使整个国家遭到蹂躏；同时国内的封建主又掀起内讧。吉奥尔基二世被迫向塞尔柱人纳贡。然而，1089年格鲁吉亚又发生了灾难性的大地震，迫使吉奥尔基二世逊位。他把国家交给自己16岁的儿子大卫四世统治。在大卫四世统治下，格鲁吉亚迎来了她的黄金时代。

## 大卫四世的统治
尽管年纪轻轻，大卫四世仍然积极投入到这个几乎支离破碎的国家的政治生活之中。为了给格鲁吉亚带来秩序，他采取了一些相当铁腕的政策，一步步削弱地方封建领主和诸侯的力量。他是促使各地方公国联合，並且为中央政权服务的大政治家，力图以中央集权加强王室权威。通过建立新型军队，大卫四世准备向塞尔柱人采取进攻性军事行动，先把他们赶出格鲁吉亚，最终将其逐出整个高加索。
1093年，大卫四世逮捕了格鲁吉亚最强大的诸侯利帕里特·巴格哈瓦希，并且将其永远放逐。后来他更在利帕里特的儿子死后兼併了这个家族的公国。
1097年，大卫四世觉得自己的力量已经足够强大，于是停止向塞尔柱人纳贡。同时，他废除了拜占庭帝国给予的“郡守”称号，恢复了格鲁吉亚的独立。1104年，借助他在东格鲁吉亚的支持者的力量，大卫四世吞并了卡赫蒂；当地的国王阿格萨坦二世（他是塞尔柱苏丹的忠实附庸）被推翻。在兼併卡赫蒂之后不久，大卫四世在1105年的厄特祖希战役中粉碎了一支前来讨伐的塞尔柱军队。此后在1110年至1118年之间，他又成功地击退了塞尔柱人对萨姆什维尔德、鲁斯塔维、吉希和洛里等地要塞的突击。
为了实现下一步军事目标，大卫四世进行了一次大规模的军队改革。他强行将一个约有4万个家庭的钦察部落从北高加索迁到格鲁吉亚，并且命令他们每个家庭必须为国家提供一名备有武器和马匹的士兵。这支由4万名钦察勇士组成的特殊军队成了国王最有力的依靠，他们实际上是直属国王的常备军。钦察人驻扎在格鲁吉亚的各个地区负责防卫和治安，然而他们很快便与格鲁吉亚人同化了。1120年，大卫四世前往格鲁吉亚西部，突然袭击了一支在那里的塞尔柱军队，几乎使他们全军覆没。这次胜利使得他控制了邻近的重要地区希尔凡。
1121年8月12日，大卫四世在格鲁吉亚历史上著名的迪德格里战役中取得了决定性的胜利。由许多塞尔柱封建主组成的穆斯林联军被彻底击溃，大卫四世趁势进攻，于1122年收复了被阿拉伯人于数百年前占领的第比利斯埃米爾國。他随即把都城由库塔伊西迁到第比利斯。
在亚美尼亚人的斗争支援下，大卫四世于1124年从库尔德人的埃米尔舍达德手中解放了希尔凡和亚美尼亚城市阿尼。亚美尼亚人把他视为解放者，为他提供了一些辅助军队。
大卫四世的国内政策相对稳健。他依靠中小贵族和市民阶级与大诸侯抗衡，取消按出身来任命高级宗教职务的惯例，代之以选举。在征服和解放了新的土地后，他不把它们分封给诸侯，而是派遣忠于国王的官员到那里去。大卫四世对交通系统的关注促进了格鲁吉亚经济的发展。
大卫四世于1125年去世，其子德米特里一世继承了王位。大卫四世的遗体被安葬于库塔伊西附近的格拉特修道院。

## 文化生活
大卫四世对格鲁吉亚的文化事业也给予了很高的关注，尤其是在教育方面。国王派遣许多格鲁吉亚儿童到拜占庭帝国留学，“这样他们就能在那里学会希腊语并且把翻译出来的拜占庭文献带回国来”。许多这样的留学生后来成了格鲁吉亚知名的学者。
在大卫四世统治时代，在格鲁吉亚各地都建立了许多学校和学院机构，其中格拉提修道院最为著名。大卫四世本人是宗教诗《悔恨的赞美诗》的作者。他也是基督教会的保护者和支持者，在格鲁吉亚广泛推行基督教信仰。
大卫四世被格鲁吉亚东正教会封为圣人。

## 家庭
妻子：
1. 鲁苏丹，亚美尼亚公主（1107年离婚）
2. 古兰杜赫特，欽察公主

子女：
1. 德米特里一世
2. 瓦赫坦
3. 塔玛拉公主
4. 卡泰伊公主
5. 塔玛拉公主（同名）

## 大卫四世的王号
大卫四世的完整头衔是：最高国王大卫，吉奥尔基之子，蒙受我主的恩宠，是阿布哈兹人，卡特利人，兰尼亚人，卡赫蒂人和亚美尼亚人的萬王之王；希尔凡和所有东方与西方的沙阿；弥赛亚之剑。